# Pará
Pour les articles homonymes, voir Para.
Le Pará (prononcé en portugais: [paˈɾa]) est un État du nord du Brésil, centré autour de l'estuaire de l'Amazone. Sa capitale est Belém.
Avec une superficie de 1 247 689 km2, c'est le deuxième État du pays par la taille ; il est plus grand que la France Métropolitaine, la Grande-Bretagne et l'Allemagne réunies. L'État est entièrement inclus dans l'Amazonie, et il abrite la plus grande île fluviale au monde, l'île de Marajó.
En 2019, l'État, compte 4,1 % de la population brésilienne, et il est responsable de 2,2 % du PIB du pays,,,.
Les villes les plus importantes sont Belém, Ananindeua, Bragança, Santarém, Parauapebas, Altamira, Soure, Marabá et Paragominas.

## Géographie
Le Pará est délimité par le Suriname, le Guyana et l'État d'Amapá au nord, par l'océan Atlantique au nord-est et par les États du Maranhão à l'est, du Tocantins au sud-est, du Mato Grosso au sud, de l'Amazonas à l'ouest et du Roraima au nord-ouest.
Le relief est majoritairement plat, partie intégrante du bassin amazonien. Les principaux cours d'eau sont, outre l'Amazone, le rio Tapajós, le rio Tocantins, le rio Jari et le rio Pará, dont il tire son nom.
Il détient environ 25 % de la superficie totale de l'Amazonie brésilienne, soit environ 1,25 million de kilomètres carrés.

## Histoire

### Epoque Coloniale (17e siècle - 18e siècle)
L'histoire coloniale de la région commence avec la fondation du fort du Presépio en 1616 par les Portugais qui donnera plus tard naissance à la ville de Belém. La région est alors soumise aux incursions récurrentes des Néerlandais et des Anglais à la recherche d'épices.
Au XVIIe siècle, la région, intégrée à la capitainerie du Maranhão (pt), prospère grâce à l'agriculture et à l'élevage. En 1751, avec l'expansion vers l'ouest, se crée l'État du Grão-Pará et du Maranhão (pt), qui comprend également la capitainerie de São José do Rio Negro (pt) (aujourd'hui État de l'Amazonas).

Province de Grão-Pará en 1822

En 1821, la Révolution libérale portugaise (au Portugal) est appuyée par les habitants du Pará, mais le soulèvement est réprimé.
En 1823, le Pará décide de s'unir au Brésil nouvellement indépendant, duquel il était séparé durant la période coloniale, car directement rattaché à la couronne.
En 1835, un soulèvement populaire, la Cabanagem, décrète l'indépendance de la province mais sera réprimée par le pouvoir impérial.

### Essor économique du Pará (19e siècle - début du 20e siècle)

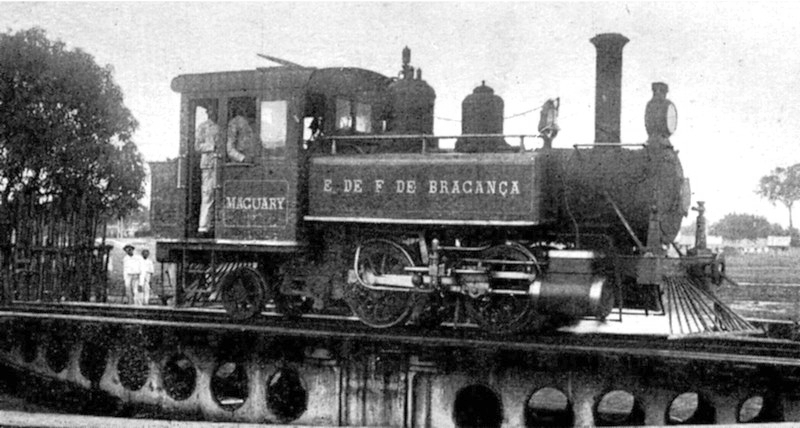
Premier chemin de fer en Amazonie. Chemin de fer de Bragança, Pará

L'économie se développe rapidement au XIXe et au début du XXe siècle, avec notamment l'exploitation du latex pour la fabrication de caoutchouc. Cette Belle Époque est marquée par le développement de l'Art nouveau.
L'essor économique permet le développement des villes de Belém et Manaus, qui connaissent une urbanisation accélérée et un embellissement certain. Le premier chemin de fer de l'Amazonie fut construit au Pará, faisant 222km et reliant la capitale et Bragança, ville importante de la province. Ce chemin de fer fut un pilier de ce développement économique, transportant des marchandises agricoles vers Belém.

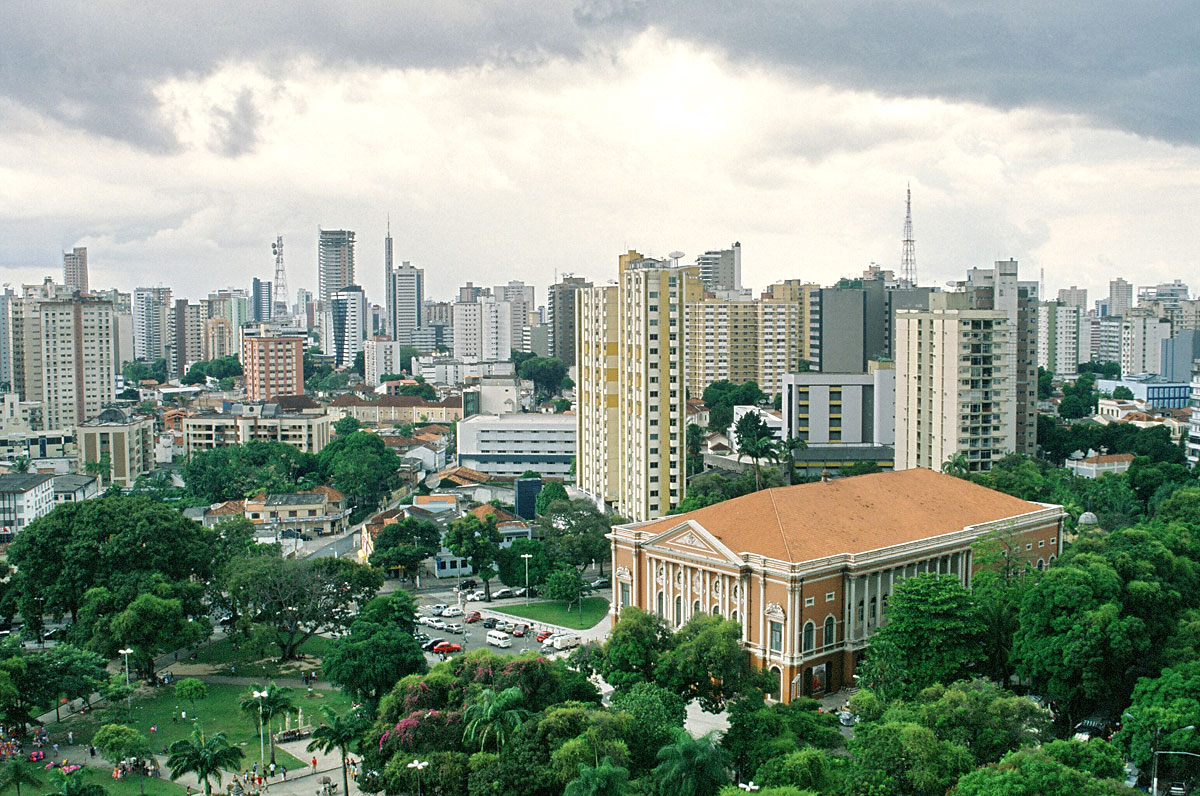
Teatro da Paz en vue aérienne

Les constructions du théâtre de la Paix (Belém) et du théâtre Amazonas (Manaus) témoignent de la richesse de cette époque. (à completer)
Antônio Lemos (pt) fut le principal artisan de la transformation urbanistique de Belém qui était alors connue comme le « Paris en Amérique » en référence aux transformations urbanistiques de la capitale française à l'époque qui inspirèrent fortement Lemos.

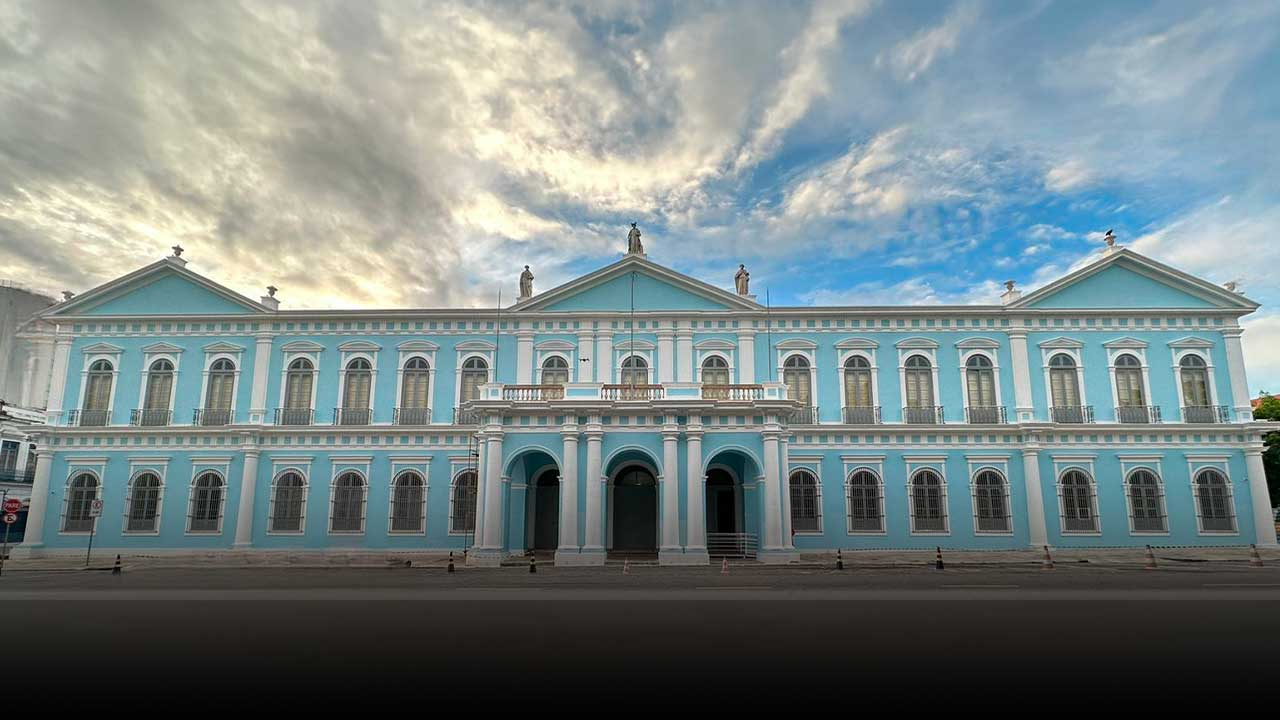
Palais Antônio Lemos, Hotel de ville de Belém portant le nom de l'urbaniste renommé en son hommage.

C'est à cette époque que le centre-ville de Belém fut intensément planté de manguiers, ce qui lui vaut son surnom actuel de « ville des manguiers ».

### Déclin du Caoutchouc et Transformation de l'Economie (début du 20e siècle - De Nos Jours)
Avec le déclin de l'activité liée à l'exploitation du caoutchouc vint une longue période de stagnation économique de laquelle la région n'est sortie que dans les années 1960, avec le développement de l'agriculture dans le sud de l'État, ainsi que l'exploitation du minerai de fer dans la serra dos Carajás et de l'or dans la serra Pelada (30 t d'or extraites, au prix d'importants dégâts environnementaux).

## Gouverneurs
| Période | Période  | Identité                    | Étiquette | Qualité |
| ------- | -------- | --------------------------- | --------- | ------- |
| 1987    | 1990     | Hélio Gueiros               | PMDB      |         |
| 1991    | 1994     | Jader Barbalho              | PMDB      |         |
| 1994    | 1994     | Carlos José Oliveira Santos | PL        |         |
| 1995    | 2002     | Almir Gabriel               | PMDB      |         |
| 2003    | 2006     | Simão Jatene                | PSDB      |         |
| 2007    | 2010     | Ana Júlia Carepa            | PT        |         |
| 2011    | 2018     | Simão Jatene                | PSDB      |         |
| 2019    | En cours | Helder Barbalho             | MDB       |         |

## Culture

### La culture paraense

Le drapeau du Pará, symbolisant l'Union de l'Etat avec le Brésil.

Le Pará est l'État amazonien qui se distingue le plus, par sa taille, son économie et son peuple, il existe une grande variété de culture au sein du Pará grâce à ses diverses ethnies (blancs, noirs, métis, autochtones et asiatiques) qui forment une société multiculturelle avec une identité régionale, l'identité paraense.
En effet, étant une des seules provinces séparées du Brésil durant l'époque coloniale, le peuple du Pará adopte alors aujourd'hui un sentiment de patriotisme envers son pays et également envers son État.

### Des différences entre les régions

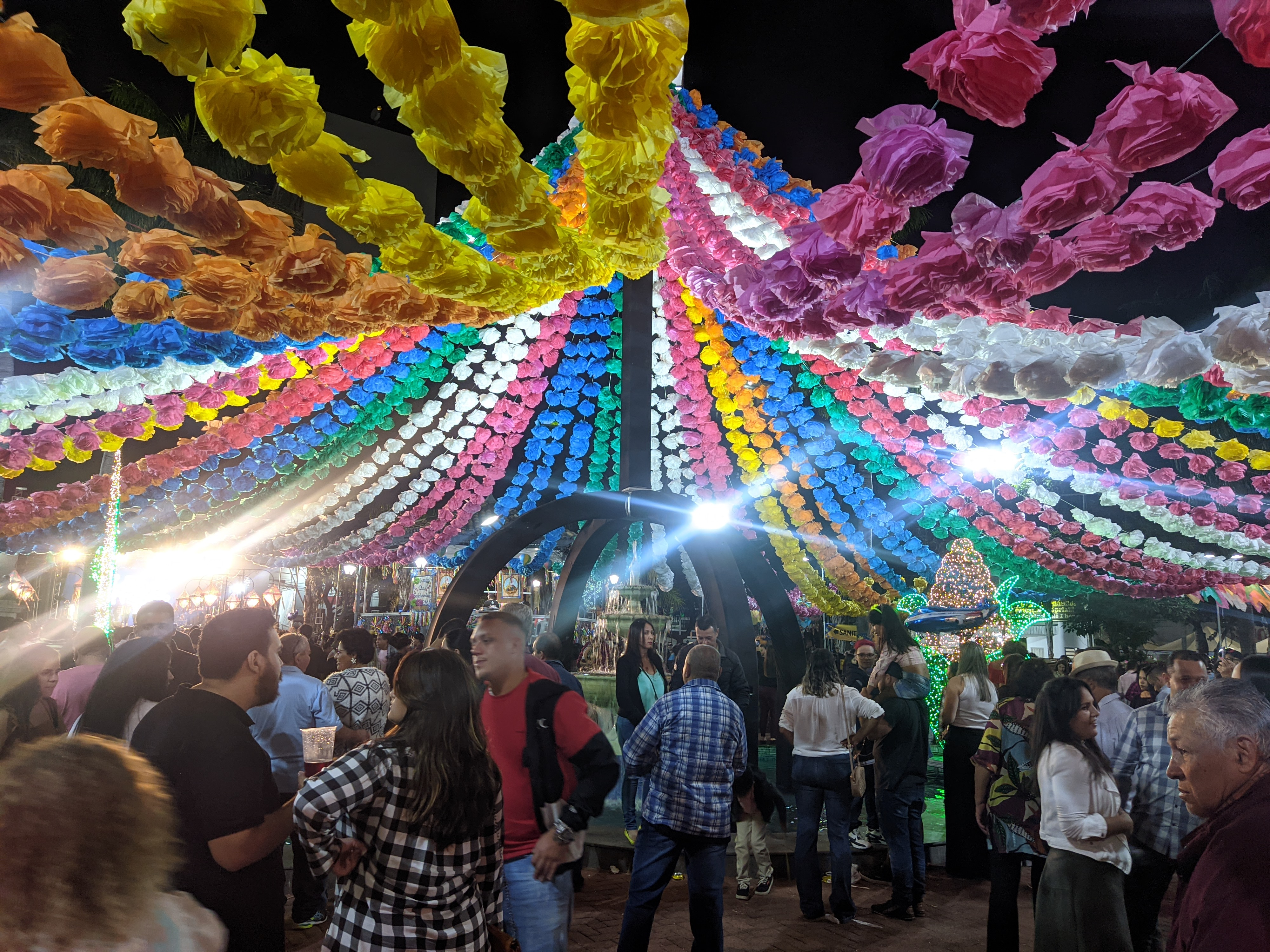
Festa Junina, Fête traditionnelle au Nord du Brésil

Avec la création d'un nouveau pôle économique au sud du Pará depuis les années 1960, se séparant du pôle de la capitale, le nord et le sud se distinguent de plus en plus. Les normes et coutumes du sud, centré à Carajás, forment un contraste croissant avec le nord de l'État, englobant Belém et les villes côtières.

## Démographie
Selon l'IBGE, Institut Brésilien de géographie et statistique (l'équivalent de l'INSEE) L'Etat du Pará avait une population de 8.120.131 millions de personnes en 2022.
Selon le recensement de 2022, 69,9% de la population s'identifient comme métisses (pardos) , 19,3% comme Blancs, 9,8% comme Noirs, 0,9% comme Indigènes, et 0,1% comme Asiatiques.
A noter que : dans le contexte brésilien, le terme "métis" englobe une diversité d'origines ethniques bien au-delà de la simple dualité noir-blanc souvent envisagée en France. Le Pará illustre cette richesse, avec des mélanges incluant les Blancs, Noirs, Indigènes et Asiatiques.

## Économie
En 2021, le PIB du Pará s'élevait a 262,905 miliards de Réaux brésilien, selon l'IBGE
Le Pará connaît un taux de croissance supérieur à la moyenne nationale depuis 1998.
Sa participation dans le PIB brésilien est passée de 1,70 % en 1998 à 2 % en 2004. Son taux de croissance était respectivement de 5,30 % et 6,61 % en 2003 et 2004. En 2022, son taux de croissance fut de 3 %, supérieur à la moyenne nationale.

### Agriculture
Le Pará est le plus grand producteur brésilien de manioc, d'açaí, d'ananas et de cacao, et compte parmi les plus importants pour le poivre noir (2e rang), la noix de coco (3e) et la banane (6e).

#### Açaí
| - Açais (au premier plan), dans le Pará. - Production de l'açaí à partir des graines des fruits du palmier. |

En 2019, le Pará a produit 95 % de tout l'açaí du Brésil.
L'État a commercialisé plus de 1,2 Mt de fruits, pour une valeur de plus de 1,5 milliard de dollars américains soit environ 3 % du PIB de l'État.
Le produit est prometteur pour l'Etat amazonien car devenu connue à l'international, notamment pour le produit fini, l'açai bowl, la production d'Açai ne fera qu'augmenter d'ici les prochaines années.

#### Manioc
En 2018, le Pará a produit 3,8 des 17,6 millions de tonnes (Mt) produites au Brésil.

#### Ananas
En 2018, le Pará a produit 426 millions de fruits sur près de 19 000 hectares (ha). En 2017, le Brésil était le 3e producteur mondial (près de 1,5 milliard de fruits récoltés sur environ 60 000 ha). C'est le 5e fruit le plus cultivé du pays. Le sud-est du Pará représente 85  % de la production de l'État, avec en tête Floresta do Araguaia (76,45  %), Conceição do Araguaia (8,42  %) et Salvaterra (3,12  %). Floresta do Araguaia possède également la plus grande industrie de concentrés de jus de fruits du Brésil, exportant vers l'Union européenne, les États-Unis et le Mercosur,.

#### Noix de coco
En 2019, le Pará a produit 191,8 millions de fruits, juste derrière les États de Bahia et du Ceará.

#### Poivre noir
34 000 tonnes (t) récoltées en 2018

#### Noix du Brésil
| - Noyer du Brésil, dans le Pará. - Noix du Pará récoltées avec leurs coques. |

La Noix du Brésil (appelée Noix du Pará dans les autres États et simplement Noix au Pará ) a toujours été l'un des principaux produits d'extraction dans le nord du Brésil, avec la collecte sur le sol forestier. Devenue connue pour ses bienfaits pour la santé la culture commerciale de la noix du Pará a été créée. Il existe déjà des propriétés avec plus d'un million de châtaigniers pour une production à grande échelle. Les moyennes de production annuelle au Brésil ont varié entre 20 000 et 40 000 t/an jusqu'en 2016,.

#### Cacao

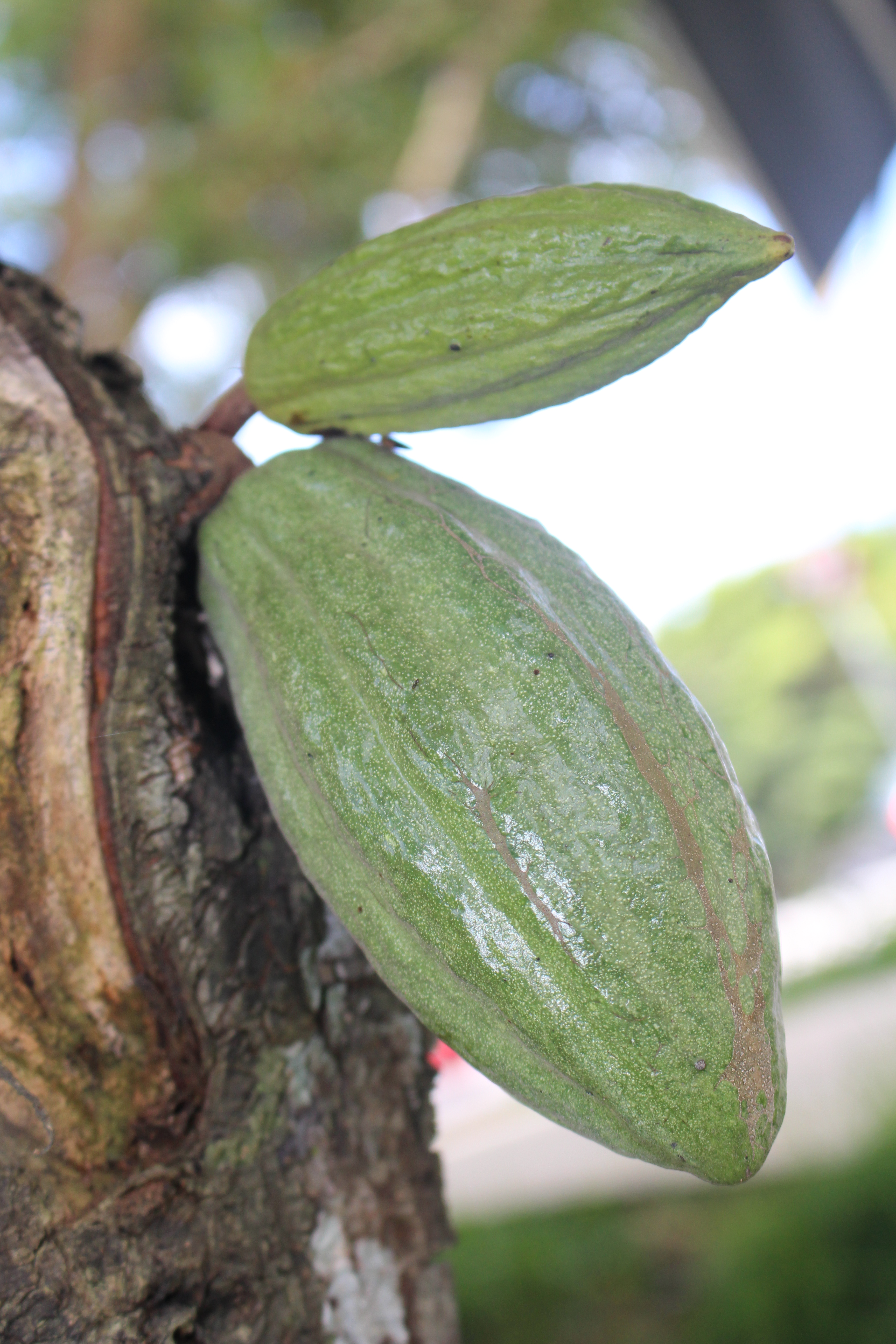
Cacao à l'état sauvage.

Le Pará était en concurrence avec Bahia pour le leadership de la production brésilienne. En 2017, le Pará a pris la tête pour la première fois. En 2019, le Pará a produit 135 000 tonnes de cacao et Bahia 130 000. La superficie plantée en cacao de Bahia est presque trois fois plus grande que celle du Pará, mais la productivité du Pará est pratiquement trois fois plus élevée. Certains facteurs qui expliquent cela sont: les cultures à Bahia sont plus extractivistes, et celles du Pará ont un style plus moderne et commercial, en plus des paraenses utilisant des graines plus productives et résistantes, et leur région offrant une résistance au balai de sorcière,.

#### Banane
6e position nationale en 2018.

### Élevage

En 2018, le Pará possédait le cinquième plus grand troupeau de bovins du Brésil, avec 20,6 millions de têtes de bétail.
La ville de São Félix do Xingu en possède le plus grand nombre du pays, avec 2,2 millions d'animaux. Marabá est la sixième plus grande ville du pays en nombre, avec 1 million d'animaux. Dans le classement des 20 principaux troupeaux, Pará a sept noms. Cela est dû en partie au fait que les municipalités du Pará ont un territoire gigantesque.

### Industrie minière

#### Ressources minières

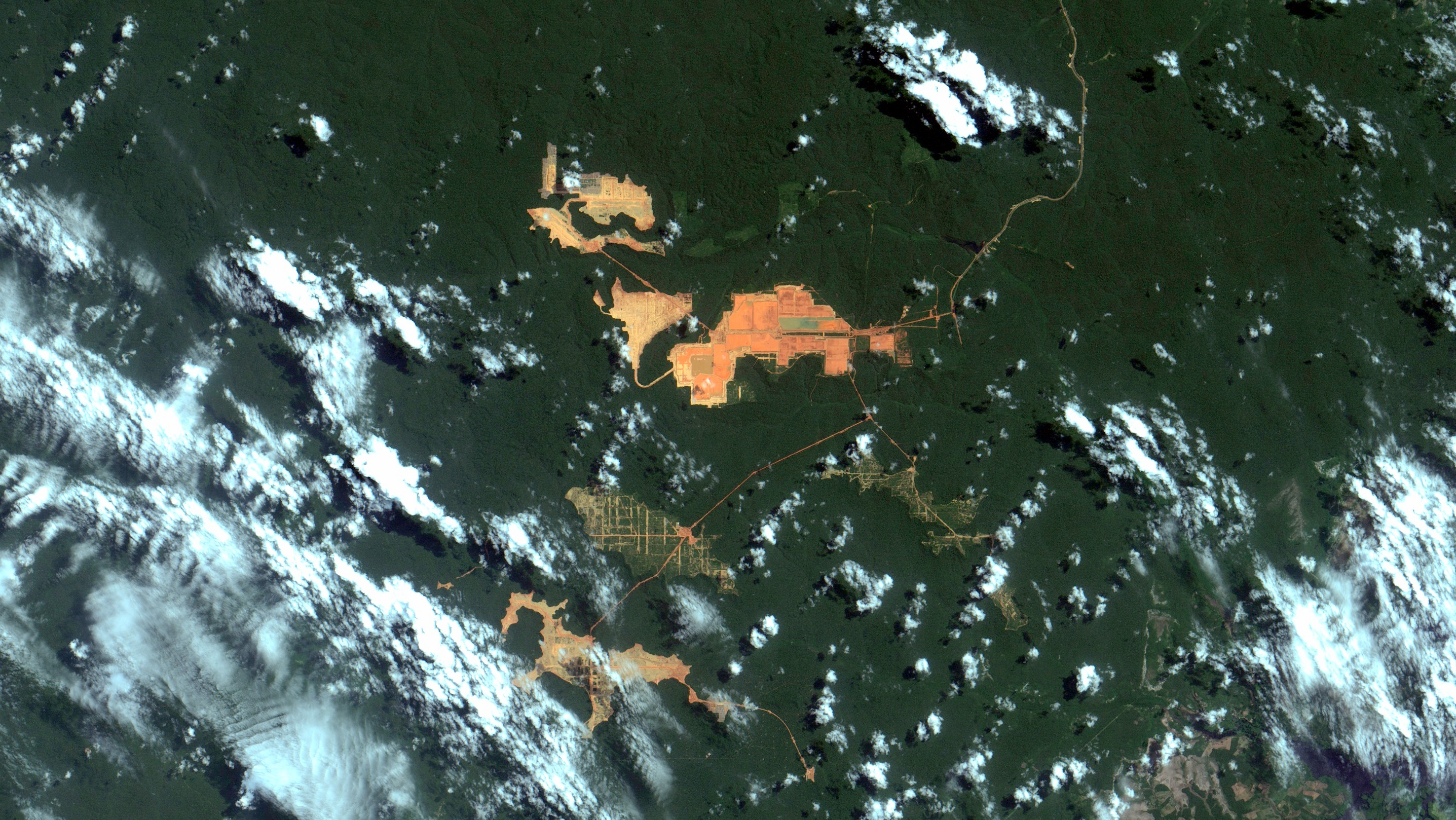
Extraction de bauxite dans le Pará.

L'économie de l'État est principalement fondée sur l'exploitation des ressources naturelles, notamment minérales (fer, bauxite, manganèse, calcaire, or, étain) et forestières (bois). Les autres principaux secteurs sont l'agriculture, l'élevage, l'industrie et le tourisme.
L'exploitation minière est l'activité prépondérante dans la région sud-est. Le centre principal d'activité de cette région est la ville de Marabá. Les activités agricoles se concentrent dans la région nord-est, notamment autour de la ville de Castanhal. L'agriculture est également pratiquée le long de la route transamazonienne. Les principales cultures sont la banane et la noix de coco. L'élevage quant à lui se concentre dans le sud-est de l'État, pour un cheptel total de 14 millions de bovins.
L'industrie naissante du Pará se trouve principalement autour de la région métropolitaine de Belém, dans les districts industriels de Icoaraci et Ananindeua. On remarquera principalement le domaine de l'industrie du meuble et autres produits à base de bois, particulièrement près de Paragominas. L'exploitation minière permet le développement d'une industrie métallurgique significative. À Barcarena, une grande partie de la bauxite extraite à Parauapebas est transformée.
La route de Santarém-Cuiabá (BR-163) permet également d'écouler une grande partie de la production de l'État enclavé Mato Grosso par le port de Santarém.

#### Exploitation minière

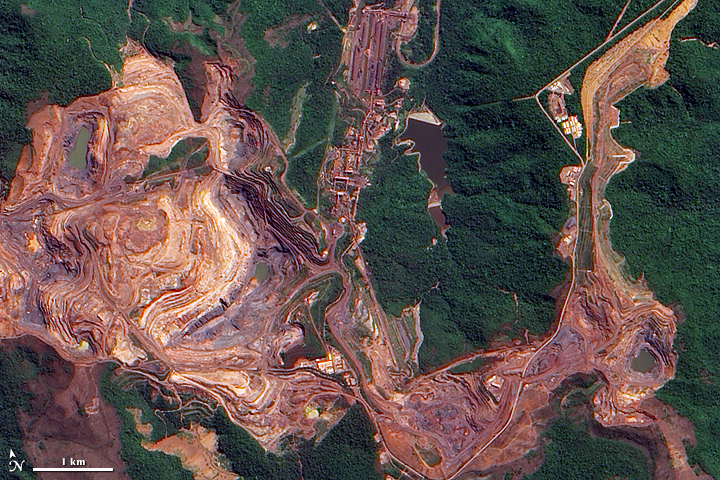
Mine des Carajas, plus grande mine à ciel ouvert au monde à Paraupebas, Pará.

En 2017, dans le secteur minerai de fer, le Pará était le deuxième producteur national, avec 169 millions de tonnes (sur les 450 millions produits par le pays), pour une valeur de 25,5 milliards de réaux.
En cuivre, le Pará a produit près de 980 000 tonnes (sur les 1,28 million de tonnes au Brésil), pour une valeur de 6,5 milliards de réaux.
En aluminium (bauxite), le Pará a réalisé presque toute la production brésilienne (34,5 sur 36,7 millions de tonnes) pour une valeur de 3 milliards de réaux.
En manganèse, le Pará a produit une grande partie de la production brésilienne (2,3 sur  3,4 millions de tonnes) pour une valeur de 1 milliard de réaux.
En or, Pará était le troisième producteur brésilien, avec 20 tonnes d'une valeur de 940 millions de réaux.
En nickel, Goiás et Pará sont les deux seuls producteurs du pays, le Pará étant le deuxième producteur, ayant obtenu 90 000 tonnes pour une valeur de 750 millions de réaux.
En étain, Pará, troisième producteur (4,4 mille tonnes, pour une valeur de 114 millions de réaux). Le Pará représentait 42,93 % de la valeur de la production minérale commercialisée au Brésil, avec près de 38 milliards de réaux.

### Industrie
En raison de la proximité des mines de minerai de fer, l'aciérie Siderúrgica Norte Brasil (Sinobras) a été créée à Marabá. En 2018, l'entreprise a produit 345 mille tonnes d'acier brut, sur les 35,4 millions produites dans le pays.
Le Pará avait en 2017 un PIB industriel de 43,8 milliards de réaux, soit 3,7 % de l'industrie nationale. Il emploie 164 989 travailleurs dans l'industrie. Les principaux secteurs industriels sont : l'extraction de minéraux métalliques (46,9 %), les services publics industriels, tels que l'électricité et l'eau (23,4 %), la construction (14,8 %), la métallurgie (4,3 %) et l'alimentation (4,3 %). Ces 5 secteurs concentrent 93,7 % de l'industrie de l'État.

### Quelques chiffres
- Balance commerciale annuelle du Pará :
  - exportations : 4,8 milliards de dollars
  - importations : 0,4 milliard de dollars
- Principaux produits d'exportation (part du total) : 
  - 1º minerai de fer - 31,1  %
  - 2º aluminium - 22,2  %
  - 3º bois - 13,5  %
  - 4º minerai d'aluminium - 8,3  %
  - 5º autre minéraux - 7,9  %
  - 6º kaolin - 7,1  %
  - 7º cellulose - 4,1  %
  - 8º piment - 2  %
- Principaux produits d'importation (part du total)
  - 1º machines - 17  %
  - 2º véhicules - 12,3  %
  - 3º produits minéraux - 10,9  %
  - 4º produits pétroliers - 9,6  %
  - 5º blé - 9,5  %
  - 6º combustibles - 6,8  %
  - 7º soude - 6,7  %
  - 8º biens informatiques - 6  %
  - 9º engrais - 3,5  %
- Énergie électrique :
  - générée : 31,4 GWh
  - consommée : 8,4 GWh